# Mai stata baciata
Mai stata baciata (Never Been Kissed) è una commedia romantica del 1999 prodotta dalla 20th Century Fox e dalla società di produzione di Drew Barrymore, la Flower Films, ed è stata diretta da Raja Gosnell. I protagonisti sono Drew Barrymore e David Arquette.

## Trama
Josie Geller è un'intelligente ma insicura redattrice per il Chicago Sun-Times. Un giorno, durante una riunione, il suo capo Rigford le chiede di infiltrarsi in un liceo fingendosi una studentessa diciassettenne allo scopo di documentare vita e modi delle nuove generazioni.
Josie torna quindi ad essere la timida ragazza che era al liceo. Ha un incontro sfortunato con Kirsten, Gibby e Guy Perkins, i ragazzi più popolari della scuola. Incontra anche una ragazza di nome Aldys, con la quale fa amicizia. Josie si fa notare subito per la sua intelligenza dal professore di letteratura Sam Coulson, diventando così la migliore della classe. Josie si invaghisce del giovane e attraente insegnante che però è già fidanzato.
Il suo caporedattore Gus Strauss intanto le ordina di fare amicizia con i ragazzi popolari della scuola, che lei vorrebbe invece evitare, e di indossare una telecamera nascosta per riprendere quello che succede durante la giornata, chiedendole di trovare uno "scoop".
Josie si confida con il fratello Rob che la esorta a lasciar andare la sua vecchia identità e a ricominciare da capo. Per aiutarla, Rob si iscrive a sua volta al liceo tornando ad essere lo studente popolare che era stato in passato. Grazie al carisma del fratello, Josie acquista di riflesso fama e popolarità: Guy la invita al ballo studentesco e le tre ragazze che inizialmente l'avevano snobbata la fanno entrare nel loro gruppo.
Il capo di Josie ha trovato nel frattempo il suo scoop: chiede alla sua inviata di documentare il rapporto che sta nascendo tra lei ed il professor Coulson per denunciare il comportamento poco etico dell'insegnante verso un'allieva minorenne. Josie è combattuta: sa che questo sarebbe scorretto verso il giovane professore, che in fondo le mostra solo simpatia e attenzione, ma è in gioco la sua carriera e deve prendere alla svelta una decisione difficile.

## Curiosità
- Don't Worry Baby - (Famosa canzone dei Beach Boys che fa parte della Colonna sonora).
- Please, Please, Please Let Me Get What I Want degli The Smiths è il brano principale del ballo di fine anno in cui viene rivelata la verità.